# وولکانو
وولکانو (به ایتالیایی: Isola di Vulcano) جزیره آتشفشانی کوچکی در دریای تیرنی ایتالیا است که در ۲۵ کیلومتری شمال سیسیل و جنوبی‌ترین نقطه جزایر آیولین واقع شده‌است. این جزیره ۲۱ کیلومتر مربع مساحت دارد و ۵۰۱ متر بالاتر از سطح دریا واقع شده‌است. جزیره وولکانو چندین مرکز آتشفشانی دارد که شامل یکی از چهار آتشفشان غیر زیردریایی ایتالیا می‌شود.